# خوان إيبيزا
خوان فرنانديز بلانكو (مواليد 17 أغسطس 1995)، المعروف باسم خوان إيبيزا (تلفظ بالإسبانية: ‎/ˈxwan iˈβiθa/‏)، هو لاعب كرة قدم إسباني، يلعب كمدافع مركزي في نادي إيبيزا.

## روابط خارجية
- خوان فرنانديز بلانكو على موقع قاعدة بيانات كرة القدم.إي يو (الإنجليزية)
- خوان فرنانديز بلانكو على موقع Soccerway.com (الإنجليزية)